# 王子午鼎

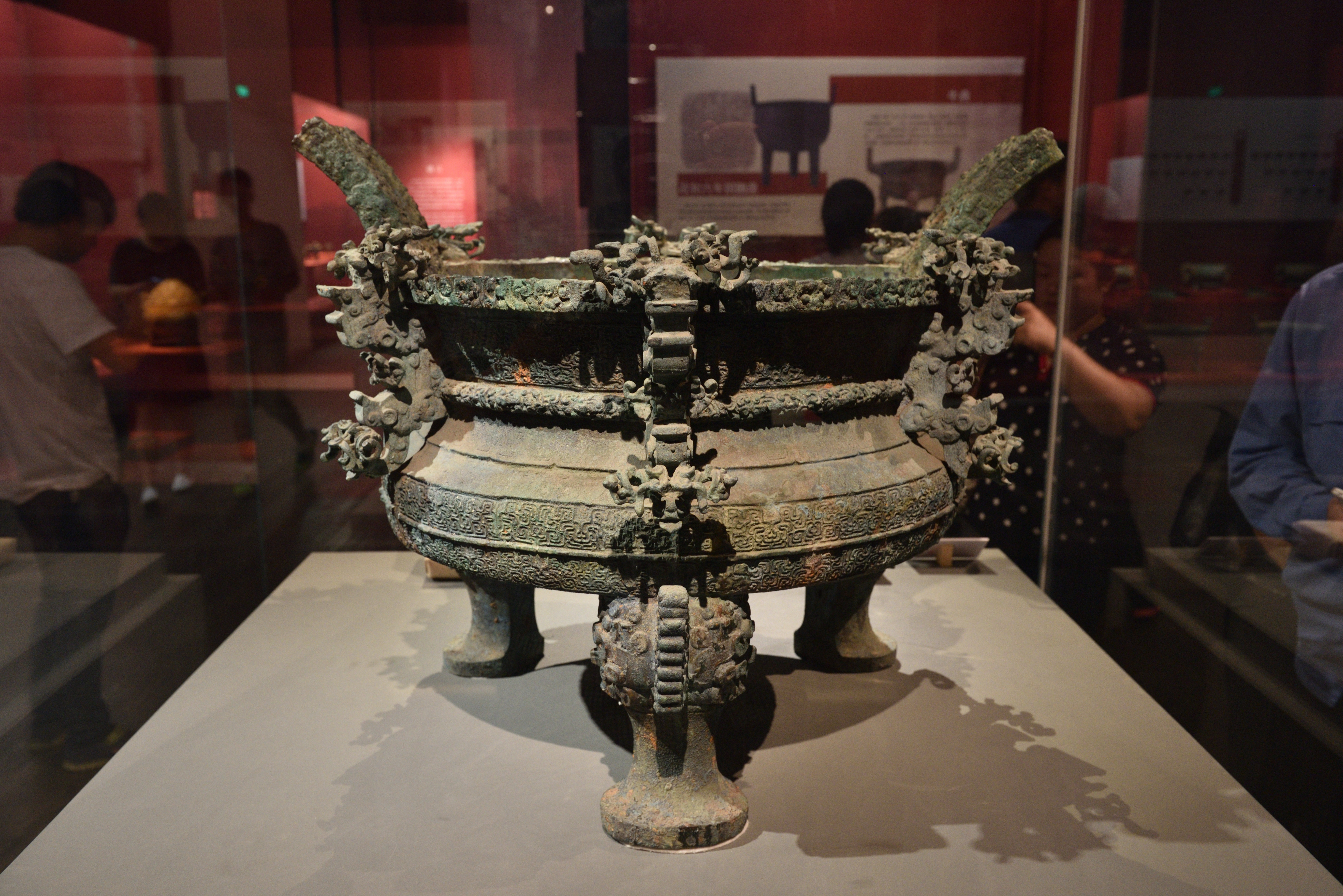
2016年，王子午鼎的其中一件在杭州良渚博物院“鼎盛中华”特展中展出

王子午鼎是河南省南阳市淅川县下寺楚国墓群2号墓中出土的一组七个鼎，是王子午制作于公元前558-552年的春秋时期，属于是国家一级文物。

## 说明
7件鼎分别编号为M2:34、38、36、30、40、28、32，它们的外形、铭文均一样，只有大小的区别。34号鼎最大，高68厘米、直徑66公分，但仅残重93公斤；36号鼎现存最重，达111.7公斤，但高只有62.5公分、直徑60公分；32号鼎最小，高61.3公分、直徑58公分，重只有80.2公斤。：112-125
这些鼎采用失蜡法铸成。

## 铭文

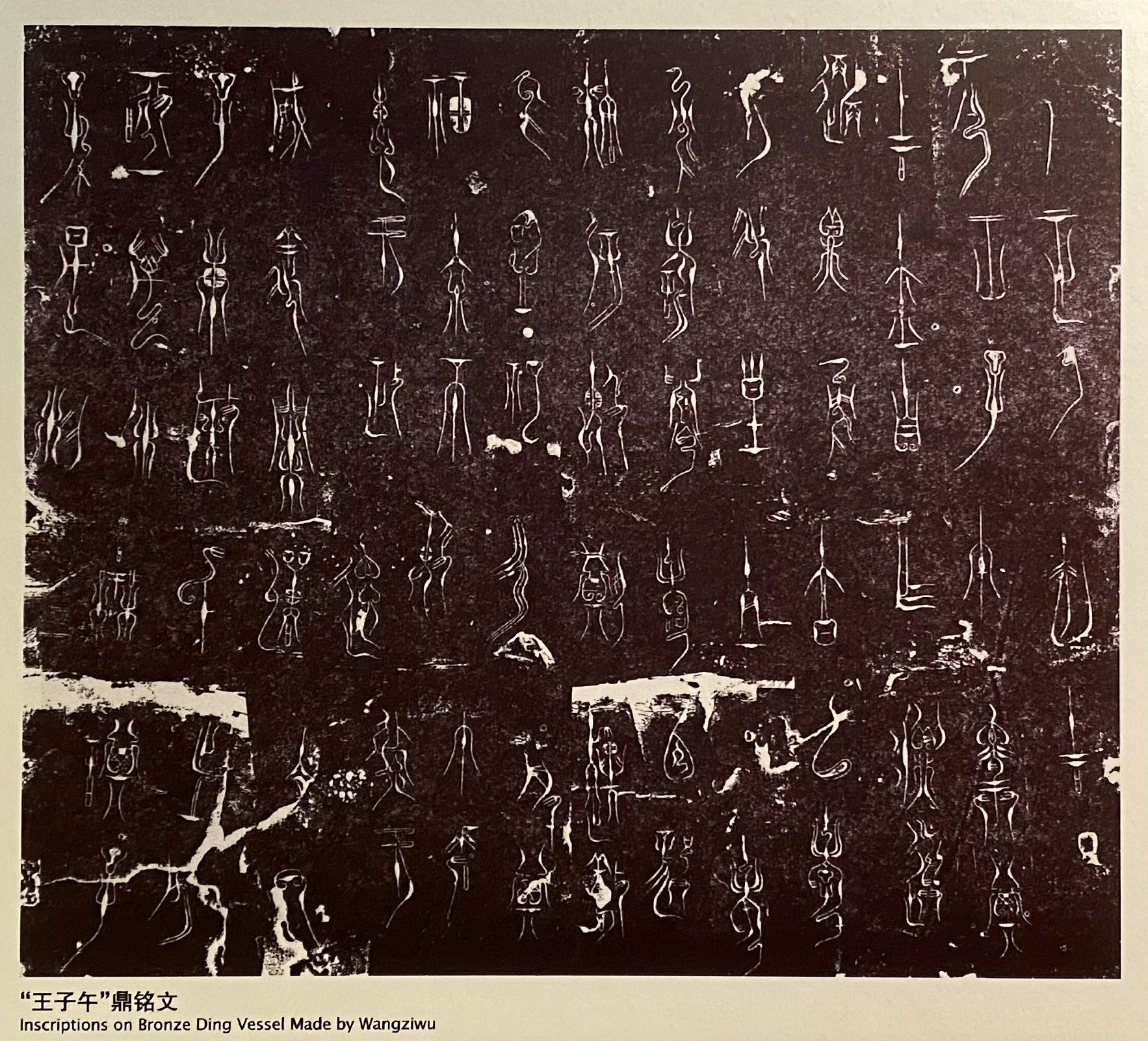
鼎内铭文拓片（M2:32）

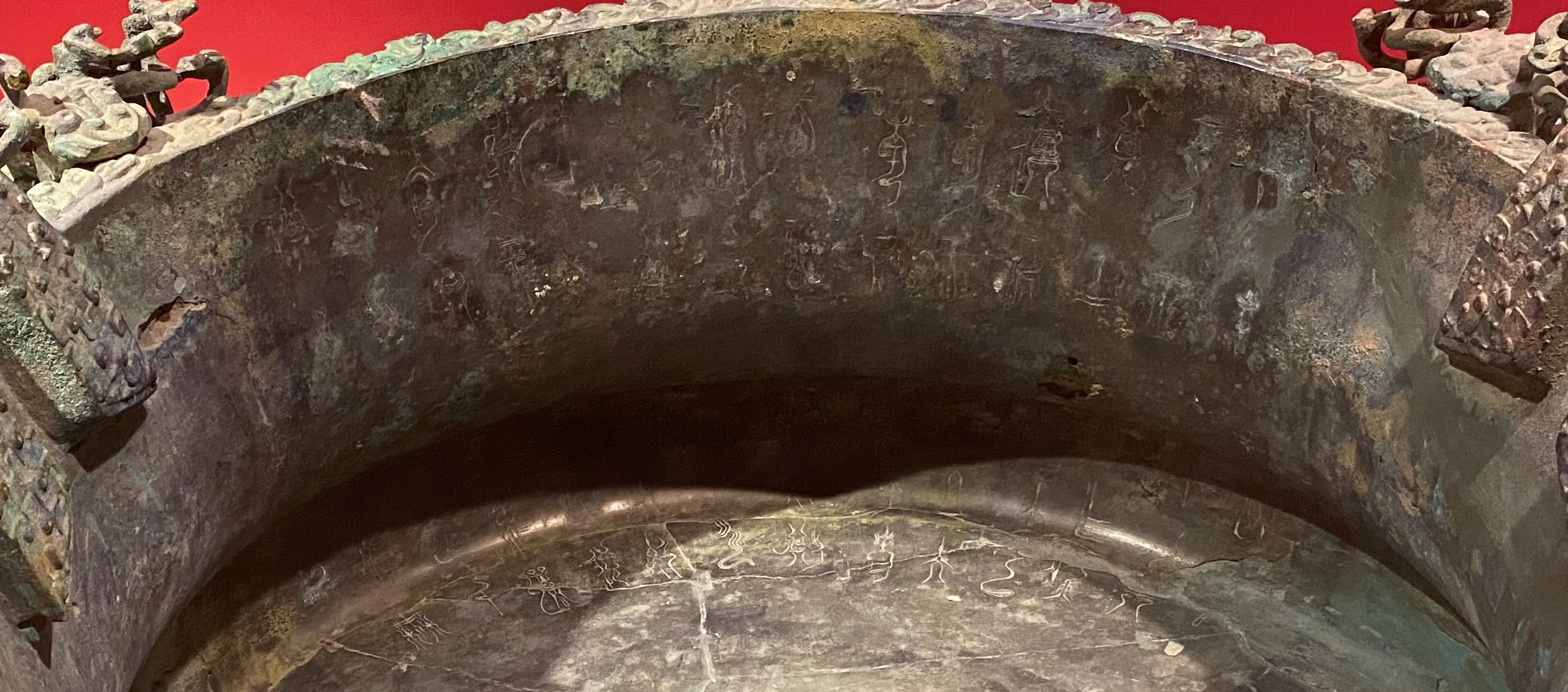
鼎内的铭文（M2:30）

每件鼎内都有相同内容的铭文：“隹正月初吉丁亥，王子午睪其吉金，自作䵼彝脀鼎，用亯以孝于我皇且文考，用蕲眉寿，𠧪龚舒迟，畏忌趩趩，敬氒盟祀，永受其福。余不畏不差，惠于政德，惄于威义，阑阑兽兽，令尹子庚，殹民之所敬，万年无諆，子孙是制。”
意思是说：在（楚康王？年的）正月初的丁亥日，王子午选择了精美的铜，铸造了礼器“脀鼎”，用以祭祀我们伟大的先祖（楚）文王，来祈求长寿；（王子午）又低头从容、小心翼翼、恭恭敬敬地进行盟祀，（祈求）永远受到福泽。我不畏惧也不软弱，既给人民施以德政，又能以身作则，保护守卫（楚国）。令尹子庚，受到全体民众所敬重。希望子孙后代，永远按照上边的话，作为自己行动的准则。
關於「余不畏不差」的解釋，學界頗有爭議，「畏」有「畏」（畏懼）、「威」（威猛）、「愧」（慚愧）、「猥」（隨便、苟且）、「違／回」（邪僻）等多種說法，「差」有「軟弱」、「墮」（懈怠不敬）、「差謬、差忒」諸說。